# Championnat de Tunisie masculin de basket-ball 2018-2019
Navigation
Saison précédente Saison suivante
La saison 2018-2019 du championnat de Tunisie masculin de basket-ball est la 64e édition de la compétition.

## Compétition

### Première phase
| Légende :                                                           |
| - Qualification pour les play-off - Qualification pour les play-out |
| T : Tenant du titre                                                 |
| F : Finaliste du championnat 2017-2018                              |
| P : Promu de la Nationale B 2017-2018                               |
| C : Vainqueur de la coupe de Tunisie 2017-2018                      |
| 0                                                                   |

#### Groupe A
| Rang | Équipe         | %   | J  | G  | P  | Pp  | Pc  | Diff |
| ---- | -------------- | --- | -- | -- | -- | --- | --- | ---- |
| 1    | ES Radès T     | 100 | 10 | 10 | 0  | 890 | 682 | 208  |
| 2    | DS Grombalia   | 70  | 10 | 7  | 3  | 787 | 725 | 62   |
| 3    | ES Goulettoise | 60  | 10 | 6  | 4  | 791 | 731 | 60   |
| 4    | Club africain  | 50  | 10 | 5  | 5  | 666 | 683 | -17  |
| 5    | JS Menzah      | 20  | 10 | 2  | 8  | 518 | 556 | -38  |
| 6    | CA Bizerte     | 0   | 10 | 0  | 10 | 560 | 759 | -199 |

#### Groupe B
| Rang | Équipe          | %  | J  | G | P | Pp  | Pc  | Diff |
| ---- | --------------- | -- | -- | - | - | --- | --- | ---- |
| 1    | Stade nabeulien | 80 | 10 | 8 | 2 | 679 | 619 | 60   |
| 2    | US Monastir     | 70 | 10 | 7 | 3 | 682 | 593 | 89   |
| 3    | ES Sahel        | 60 | 10 | 6 | 4 | 686 | 620 | 66   |
| 4    | JS Kairouan     | 60 | 10 | 6 | 4 | 698 | 646 | 52   |
| 5    | AS Hammamet     | 20 | 10 | 2 | 8 | 611 | 623 | -12  |
| 6    | Ezzahra Sports  | 10 | 10 | 1 | 9 | 546 | 708 | -162 |